# Astragalus grum-grshimailoi
Astragalus grum-grshimailoi es una especie de planta del género Astragalus, de la familia de las leguminosas, orden Fabales.

## Distribución
Astragalus grum-grshimailoi se distribuye por China.

## Taxonomía
Fue descrita científicamente por Palibin. Fue publicada en Bull. Herb. Boissier, sér. 2, 8: 158 (1908).